# Боложовка (река)
Боложовка (укр. Боложівка) — река на Украине, протекает по территории Шепетовского района Хмельницкой области и Кременецкого района Тернопольской области. Правый приток Вилии (бассейн Днепра).
Длина реки 12 км, площадь бассейна 29 км². Вытекает из источников на территории Хмельницкой области восточнее села Малые Калетинцы. Течёт в западном направлении. Впадает в реку Вилия восточнее города Шумск.